# 贝济耶
贝济耶（法語：Béziers，法語發音：[bezje] ⓘ），法国南部城市，奥克西塔尼大区埃罗省的一个市镇，同时也是该省的一个副省会，下辖贝济耶区，其市镇面积为95.48平方公里，2022年1月1日时人口数量为80,815人，是该省人口第二多的市镇，在法国城市中排名第63位。
贝济耶位于埃罗省西南部，奥尔布河畔，距离地中海海岸大约11公里。贝济耶历史悠久，高卢时期已形成市镇，中世纪时长期为一个天主教主教区，工业革命时期成为铁路枢纽，现代则是一个综合性的工商业城市，聚集了大批来自阿尔及利亚的移民。贝济耶也是法国南部重要的旅游城市，市区有多处历史遗迹，同时因同名橄榄球俱乐部而闻名。

## 地名来源
“贝济耶”一名来源于伊比利亚语，其拉丁语形式为，可能与“土地”有关。

## 历史

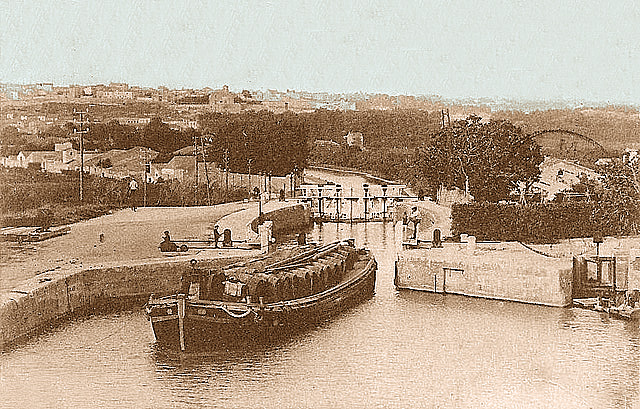
米迪运河贝济耶段的船只

贝济耶历史悠久，早在公元前2700年就已出现城镇，当地出土了多处新石器时期和青铜时期的文物遗址。罗马人入侵后，贝济耶成为纳博讷高卢的一部分，沿地中海沿岸修建的图密善大道由此通过，市区内出现了罗马斗兽场。中世纪初期，贝济耶成为一个主教区，其间多次遭到海盗入侵。1209年，十字军与特朗卡韦尔家族在此展开贝济耶围城战，超过2万卡特里派成员被屠杀。1247年，贝济耶及其所在的朗格多克地区并入法兰西王国。1551年，贝济耶成为一个皇家直管区。法国大革命后，贝济耶成为埃罗省的一个副省会。19世纪中期，贝济耶成为一个铁路枢纽，并成为一个工业中心，至19世纪末，贝济耶市区人口数量超过5万。1907年，乔治·克列孟梭所施行的海外产品关税减免政策引发当地葡萄园种植主的不满，由此爆发1907年葡萄种植园主暴动。二战后，贝济耶收留了大批来自阿尔及利亚的移民，同时因当地相对温暖的气候而成为重要的旅游地。1992年，贝济耶大学城建成。2019年12月，贝济耶获得由法国文化部授予的“艺术与历史之城”的称号。

## 地理

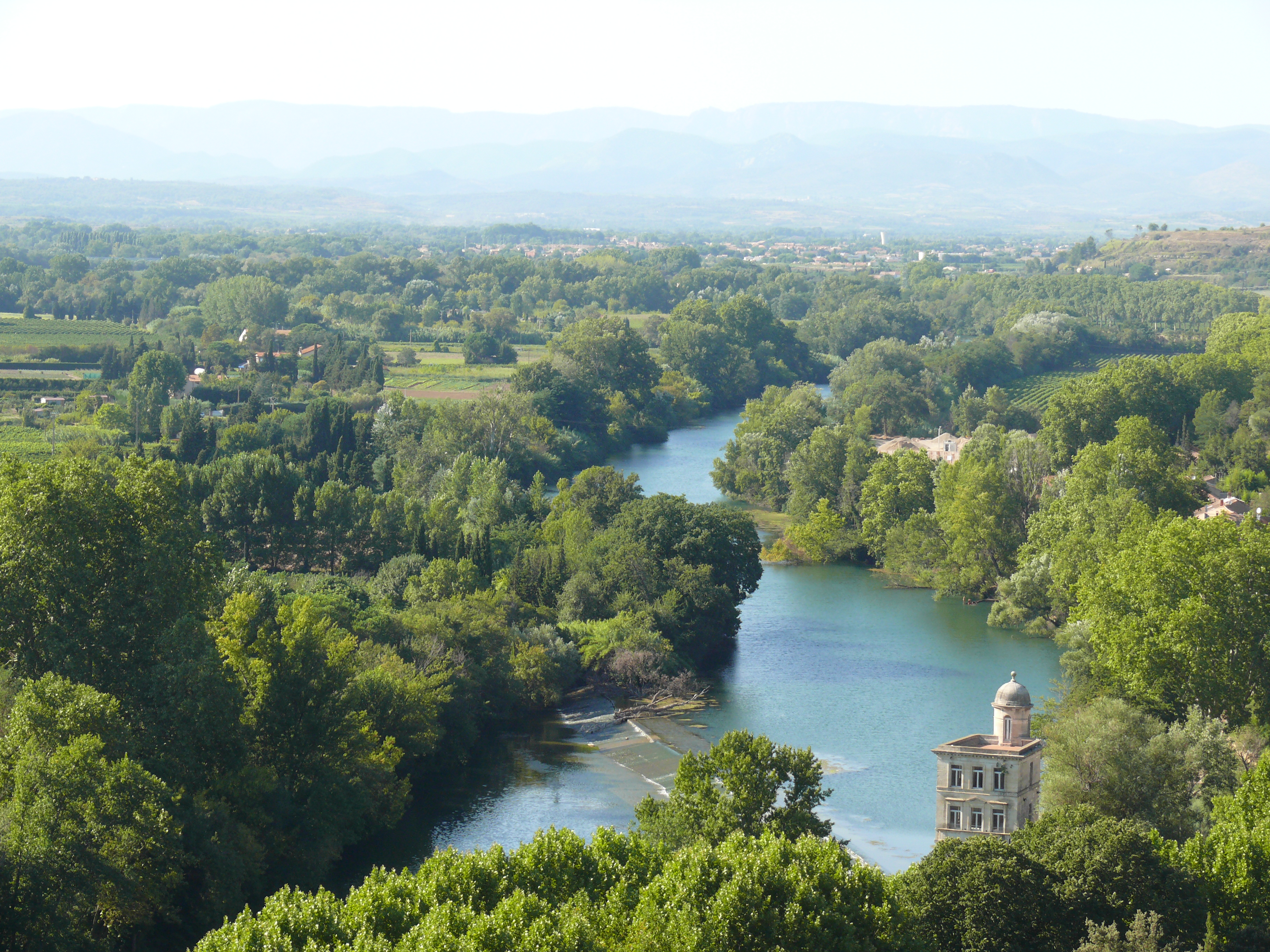
奥尔布河贝济耶段

贝济耶位于法国南部，奥克西塔尼大区中东部和埃罗省西南部，距离省会蒙彼利埃大约71公里。与贝济耶接壤的市镇包括：巴桑、利布龙河畔布让、塞尔斯、科隆比耶、科尔内扬、莱斯皮尼昂、略朗莱贝济耶、奥尔布河畔利尼昂、马罗桑、莫雷扬、蒙塔迪、蒙布朗、索维扬、塞尔维扬、旺德尔、贝济耶新城。

### 地形
贝济耶位于法国中央高原南部与地中海过渡地带，市区位于一处山麓脚下，地势北高南低，市中心相对平坦，全境海拔在4到120米之间。

### 水文
奥尔布河自北向南流经境内，该河独立入海，其右岸支流利鲁河在此与其交汇。
人工开凿的米迪运河则呈东西走向经过市区南部，通过奥尔布运河桥跨越奥尔布河。

### 植被
贝济耶属于温带落叶林区，市区内的主要绿地分布在奥尔布河两岸以及市中心的诗歌高地公园。

### 气候
贝济耶在柯本气候分类法中属于地中海气候，秋冬季受塞文气候的影响而常出现大规模降水，有时会引发洪涝灾害。
贝济耶境内设有气象站，以下为该气象站的数据（其中日照数据取自蒙彼利埃）：
| 贝济耶1981年－2019年 | 贝济耶1981年－2019年 | 贝济耶1981年－2019年 | 贝济耶1981年－2019年 | 贝济耶1981年－2019年 | 贝济耶1981年－2019年 | 贝济耶1981年－2019年 | 贝济耶1981年－2019年 | 贝济耶1981年－2019年 | 贝济耶1981年－2019年 | 贝济耶1981年－2019年 | 贝济耶1981年－2019年 | 贝济耶1981年－2019年 | 贝济耶1981年－2019年 |
| 月份                 | 1月                  | 2月                  | 3月                  | 4月                  | 5月                  | 6月                  | 7月                  | 8月                  | 9月                  | 10月                 | 11月                 | 12月                 | 全年                 |
| -------------------- | -------------------- | -------------------- | -------------------- | -------------------- | -------------------- | -------------------- | -------------------- | -------------------- | -------------------- | -------------------- | -------------------- | -------------------- | -------------------- |
| 历史最高温 °C（°F）  | 21.5 (70.7)          | 23.5 (74.3)          | 29.2 (84.6)          | 32.4 (90.3)          | 35.9 (96.6)          | 39.2 (102.6)         | 42 (108)             | 41.3 (106.3)         | 38.8 (101.8)         | 33.2 (91.8)          | 25.7 (78.3)          | 22 (72)              | 42 (108)             |
| 平均高温 °C（°F）    | 11.6 (52.9)          | 12.7 (54.9)          | 16 (61)              | 18.4 (65.1)          | 22.5 (72.5)          | 27.3 (81.1)          | 30.7 (87.3)          | 30.1 (86.2)          | 25.9 (78.6)          | 20.7 (69.3)          | 15.3 (59.5)          | 12.1 (53.8)          | 20.3 (68.5)          |
| 日均气温 °C（°F）    | 7.5 (45.5)           | 8.1 (46.6)           | 11 (52)              | 13.3 (55.9)          | 17.1 (62.8)          | 21.2 (70.2)          | 24.1 (75.4)          | 23.6 (74.5)          | 19.9 (67.8)          | 16 (61)              | 11.2 (52.2)          | 8.1 (46.6)           | 15.1 (59.2)          |
| 平均低温 °C（°F）    | 3.4 (38.1)           | 3.5 (38.3)           | 6 (43)               | 8.2 (46.8)           | 11.7 (53.1)          | 15 (59)              | 17.6 (63.7)          | 17.2 (63.0)          | 13.9 (57.0)          | 11.3 (52.3)          | 7 (45)               | 4.1 (39.4)           | 9.9 (49.8)           |
| 历史最低温 °C（°F）  | −16 (3)              | −7.4 (18.7)          | −9.6 (14.7)          | −0.7 (30.7)          | 1.8 (35.2)           | 6 (43)               | 7.8 (46.0)           | 7.6 (45.7)           | 2.5 (36.5)           | −4 (25)              | −9.3 (15.3)          | −9 (16)              | −16 (3)              |
| 平均降水量 mm（）    | 53.3 (2.10)          | 63.3 (2.49)          | 37.7 (1.48)          | 49.6 (1.95)          | 47 (1.9)             | 27.6 (1.09)          | 16.9 (0.67)          | 29.4 (1.16)          | 56.9 (2.24)          | 91.1 (3.59)          | 68.8 (2.71)          | 54.1 (2.13)          | 595.7 (23.45)        |
| 月均日照時數         | 142.9                | 168.1                | 220.9                | 227.0                | 263.9                | 312.4                | 339.7                | 298.0                | 241.5                | 168.6                | 148.8                | 136.5                | 2,668.3              |
| 来源：infoclimat.fr  |                      |                      |                      |                      |                      |                      |                      |                      |                      |                      |                      |                      |                      |

## 行政区划
贝济耶是法国奥克西塔尼大区埃罗省的一个市镇，编号为34032，它也是埃罗省的一个副省会。贝济耶下辖贝济耶区，管理贝济耶第一县、第二县和第三县，同时也是贝济耶地中海城市圈公共社区的办公驻地。
法国国家统计与经济研究所（简称）在进行数据统计时，将贝济耶及相邻的另外4个市镇设为贝济耶城市核心区，并将包括核心区在内的周边共40个市镇划为贝济耶城市区。同时，还将贝济耶市镇分为了31个“块区”（IRIS），以便于统计人口分布情况。

## 交通

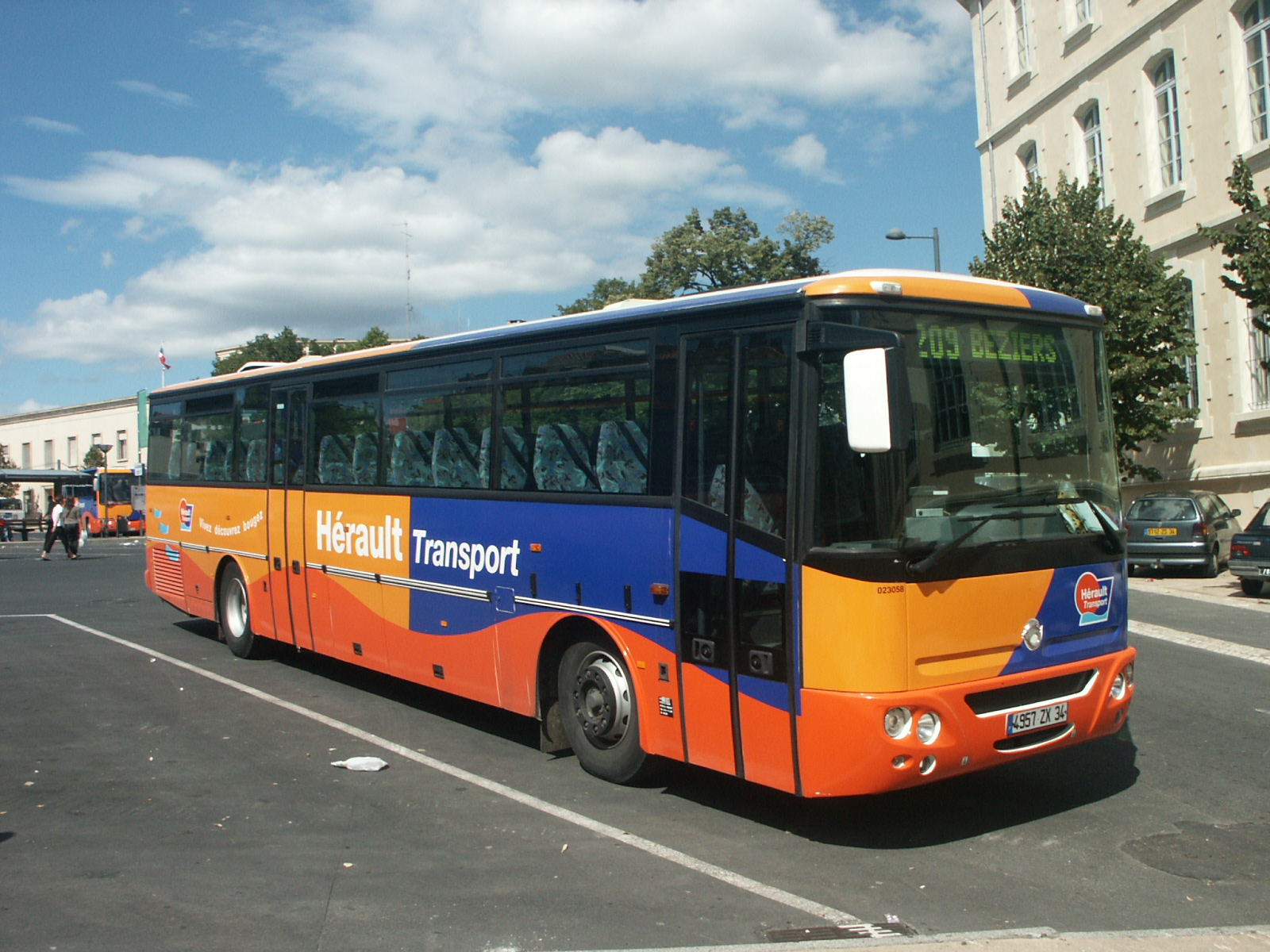
贝济耶的一辆城际大巴

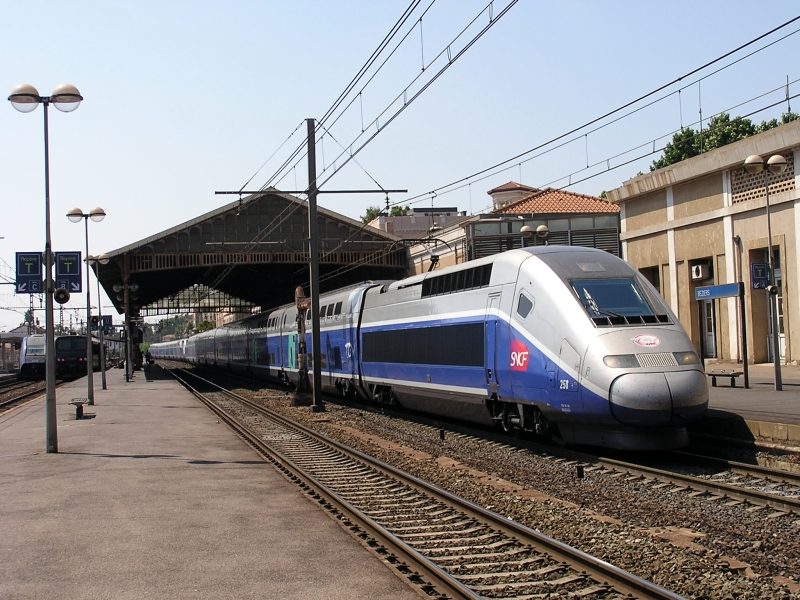
贝济耶火车站内的一辆高速列车

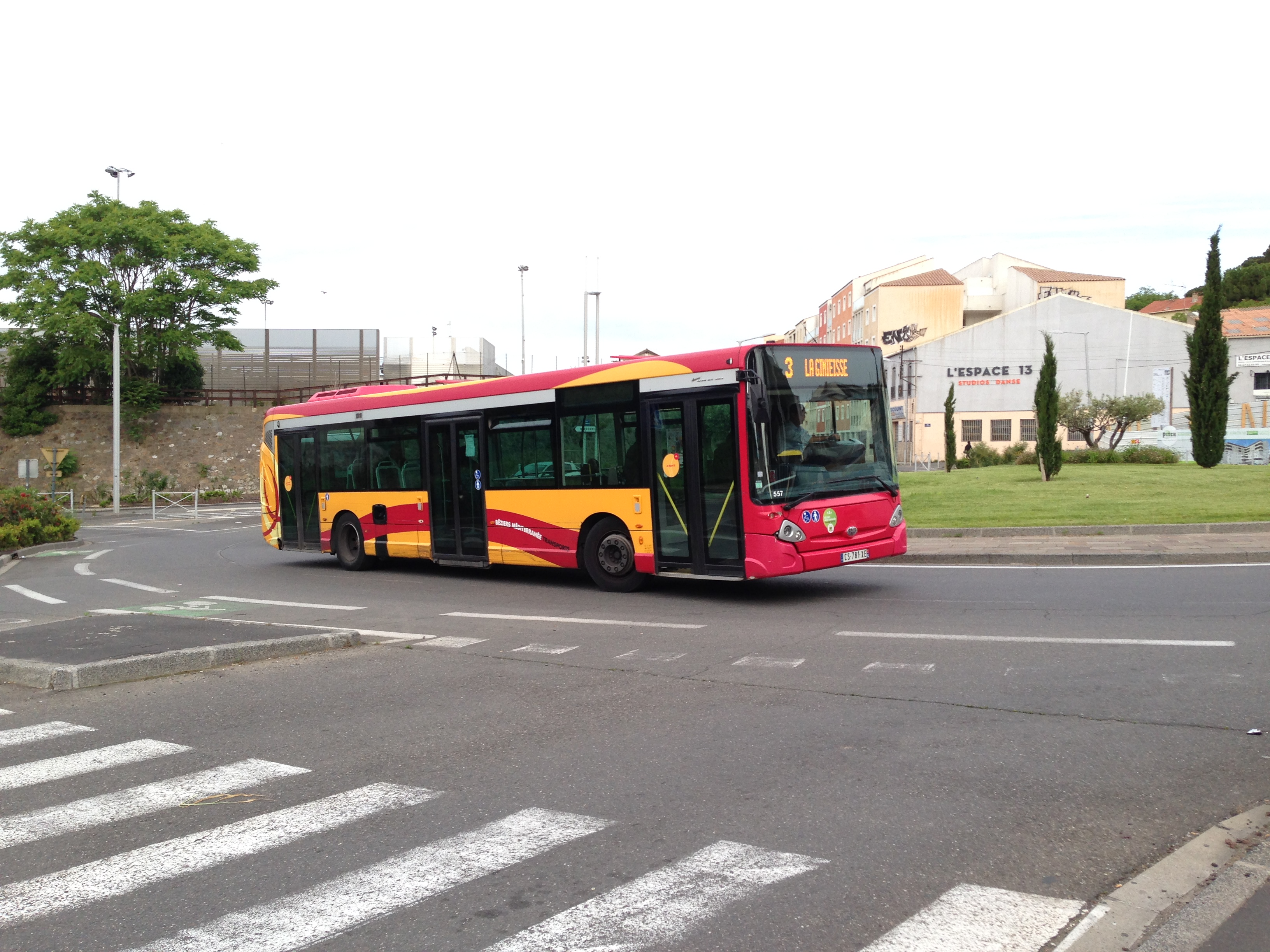
贝济耶街头的3路公共汽车

### 公路
法国A9和A75两条高速公路在贝济耶附近交汇，通过多个出入口与市区连接，另有多条埃罗省省道途径贝济耶境内。
奥克西塔尼大区公共交通开行由贝济耶前往卡斯特尔、阿古河畔拉萨尔韦塔、佩兹纳斯、马加拉、阿格德等方向的巴士线路。此外弗利克斯巴士和布拉布拉巴士开行途径贝济耶前往法国及欧洲各地的长途大巴车。
2016年，59.1%的贝济耶家庭拥有至少一辆的私人汽车。同年，贝济耶境内共发生各类交通事故45起，造成6人遇难，54人受伤。

### 铁路
贝济耶位于波尔多－塞特铁路和贝济耶－讷萨格铁路的交汇处，是一个区域性的铁路枢纽。贝济耶站位于市区南部，该站停靠多个方向的列车线路：
- 巴黎—瓦朗斯—尼姆—蒙彼利埃—贝济耶—佩皮尼昂—巴塞罗那（高速列车，每天往返6班）
- 里昂—尼姆—蒙彼利埃—贝济耶—卡尔卡松—图卢兹（高速列车，每天往返3班）
- 马赛—蒙彼利埃—贝济耶—佩皮尼昂—巴塞罗那—马德里（高速列车，每天往返1班）
- 波尔多—图卢兹—贝济耶—蒙彼利埃—马赛（城际列车，每天往返3班）
- 克莱蒙费朗—讷萨格—圣弗卢尔—米约—贝济耶（城际列车，每天往返1班）
- 圣谢利达普谢（法语：Gare de Saint-Chély-d'Apcher）—马尔沃若勒—米约—贝达里约（法语：Gare de Bédarieux）—贝济耶（区域列车，每天往返2班）
- （区域列车，工作日白天平均半小时一班），包括：
  - （阿维尼翁或马赛）—尼姆—蒙彼利埃—贝济耶—纳博讷—佩皮尼昂—塞尔贝尔
  - 尼姆—蒙彼利埃—贝济耶—纳博讷—卡尔卡松—图卢兹

### 航空
贝济耶阿格德角机场位于贝济耶市区东部约8公里处，该机场开行前往伦敦、布鲁塞尔和巴黎的常规航线。

### 城市公共交通
贝济耶城市公共交通（商业名称为）是当地的城市公共交通系统。截至2020年8月，该系统共有各类公交路线25条，路网覆盖了市区内的主要街道和周边的部分市镇。
贝济耶有轨电车曾于1879年至1948年间运行于贝济耶街头，后因亏损和设施老化而被公共汽车代替。

## 政治
贝济耶的现任市长为罗贝尔·梅纳尔先生，他是一名右翼无党派人士，于2014年以国民阵线的名义获得了44.88%的支持率，在2020年的市政选举中则获得了68.74%的支持率得以连任。
在2017年的法国总统大选中，法国第25任总统埃马纽埃尔·马克龙在贝济耶获得了52.69%的支持率。

### 市政内阁
| 贝济耶2020年市政选举结果           |                                                       |          |          |          |      |      |
| 席位分布情况                       | 候选人                                                | 代表党派 | 选举结果 | 选举结果 | 席位 | 席位 |
|                                    | 候选人                                                | 代表党派 | 票数     | 百分比   | 市政 | 社区 |
| Robert Ménard 罗贝尔·梅纳尔        | RN国民联盟（名义）                                    | 13,419   | 68.74    | 44       | 25   |      |
| Pascal Resplandy 帕斯卡·勒斯普朗迪 | LREM复兴 Agir行动 MoDem民主运动                       | 2,252    | 11.53    | 3        | 1    |      |
| Nicolas Cossange 尼古拉·科桑热     | PCF法国共产党 PS社会党 PRG左派激進黨 奥克西塔尼区域党 | 1,193    | 6.11     | 1        | 1    |      |
| Thierry Antoine 蒂耶里·安托万      | EÉLV欧洲生态-绿党 FI不屈法国 PA动物党                 | 1,047    | 5.36     | 1        | 0    |      |
| Antoine About 安托万·阿布特        | LR共和黨                                              | 810      | 4.14     | 0        | 0    |      |
| Claire Dotto 克莱尔·多托           | DVG左翼无党派人士                                     | 800      | 4.09     | 0        | 0    |      |

### 历届市长

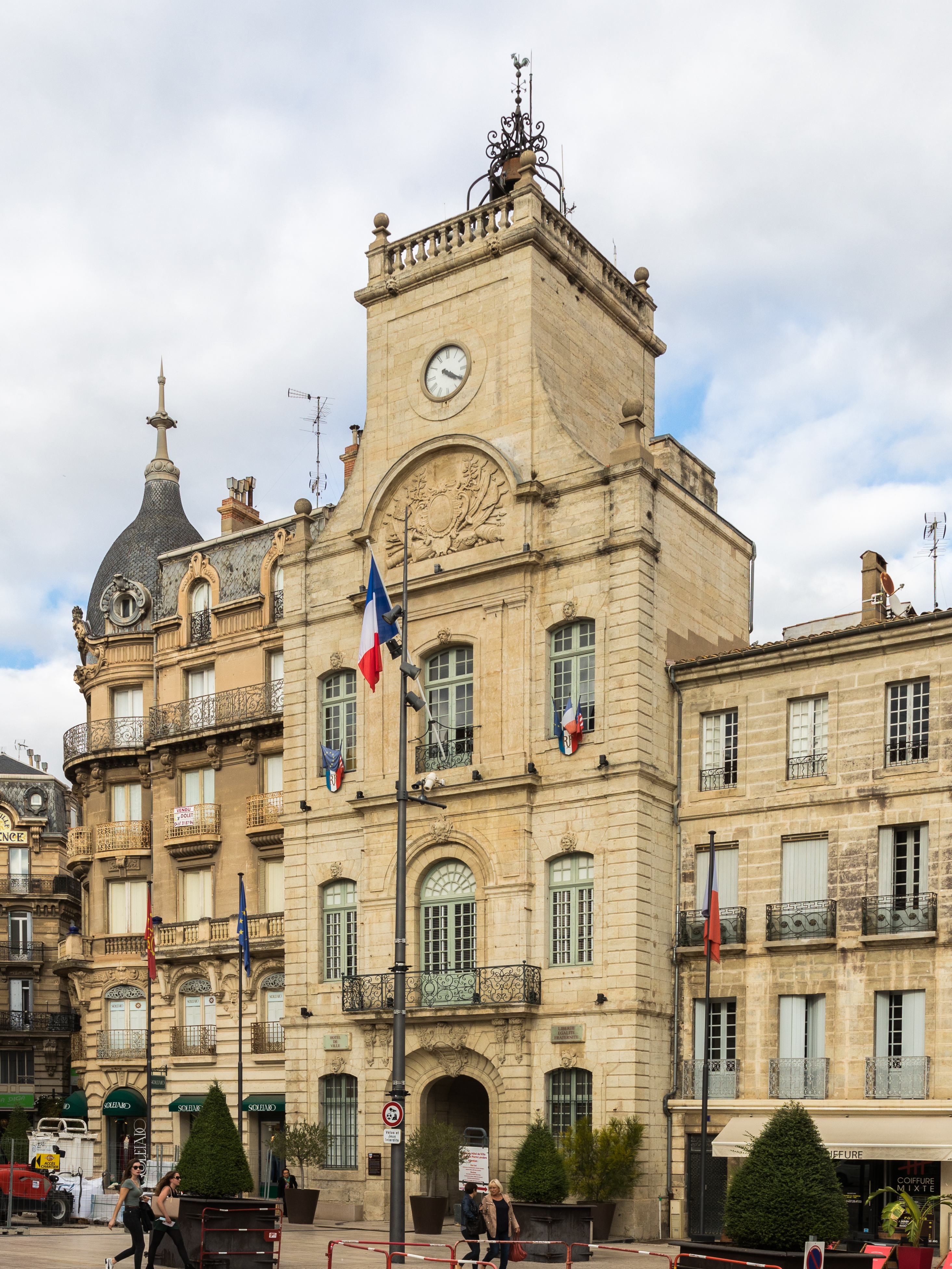
贝济耶市政厅

| 贝济耶历届市长 |                   |                                  |
| 任期           | 市长              | 党派                             |
| 1944年－1953年 | 约瑟夫·拉扎尔     | PCF法国共产党                    |
| 1953年－1967年 | 埃米尔·克拉帕雷德 | RAD激进党                        |
| 1967年－1977年 | 皮埃尔·布鲁斯     | RAD激进党                        |
| 1977年－1983年 | 保罗·巴尔米热尔   | PCF法国共产党                    |
| 1983年－1989年 | 乔治·丰泰斯       | PSD民主社会党 →RPR保衛共和聯盟   |
| 1989年－1995年 | 阿兰·巴罗         | PS社会党                         |
| 1995年－2014年 | 雷蒙·库代尔克     | UDF法国民主联盟 →UMP人民运动联盟 |
| 2014年－       | 罗贝尔·梅纳尔     | FN国民联盟 →DVD右翼无党派人士    |

## 人口
2017年，贝济耶市镇人口数量为77,177，在法国排名第63位。其中男性36,261人，女性40,232人，75岁及以上人口占10.1%，外籍人口数量为9,050人，人口密度为808人/平方公里，当地居民被称为（男性）或（女性）。2018年，贝济耶境内出生1,032人，死亡人口950人。
| 年份   | 1936   | 1946   | 1954   | 1962   | 1968   | 1975   | 1982   | 1990   | 1999   | 2006   | 2011   | 2016   | 2017   |
| ------ | ------ | ------ | ------ | ------ | ------ | ------ | ------ | ------ | ------ | ------ | ------ | ------ | ------ |
| 人口數 | 73,305 | 64,561 | 64,929 | 73,538 | 80,481 | 84,029 | 76,647 | 70,996 | 69,153 | 72,245 | 71,432 | 76,493 | 77,177 |

## 经济
贝济耶是一个区域性的中心城市，当地共有各类用人单位15,102家，平均历史为15年，行政、医疗及社会服务是当地的主要就业岗位类型。

## 财政收入
2018年，贝济耶的财政收入总额为119,825,000欧元，财政支出总额为102,630,000欧元，当年的债务总额为107,366,000欧元。
2014年，贝济耶的人均收入总额为2,422欧元，其中高职人员为3,965欧元，普通职员为1,758欧元。
2016年，贝济耶境内的青壮年（15至64岁）失业率为23.4%，当地28.1%的家庭拥有纳税资格。

## 社会事务

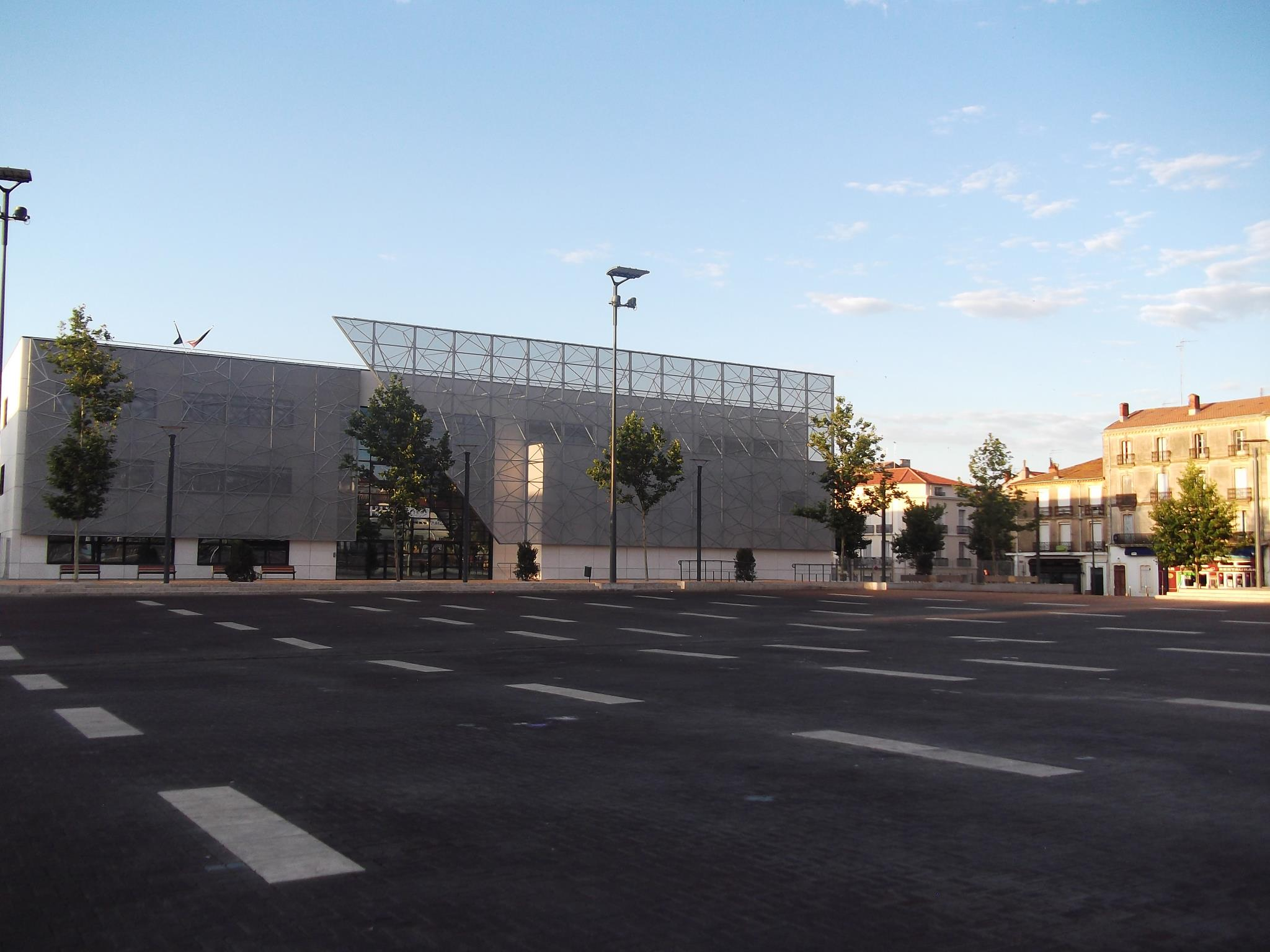
贝济耶应用技术学院

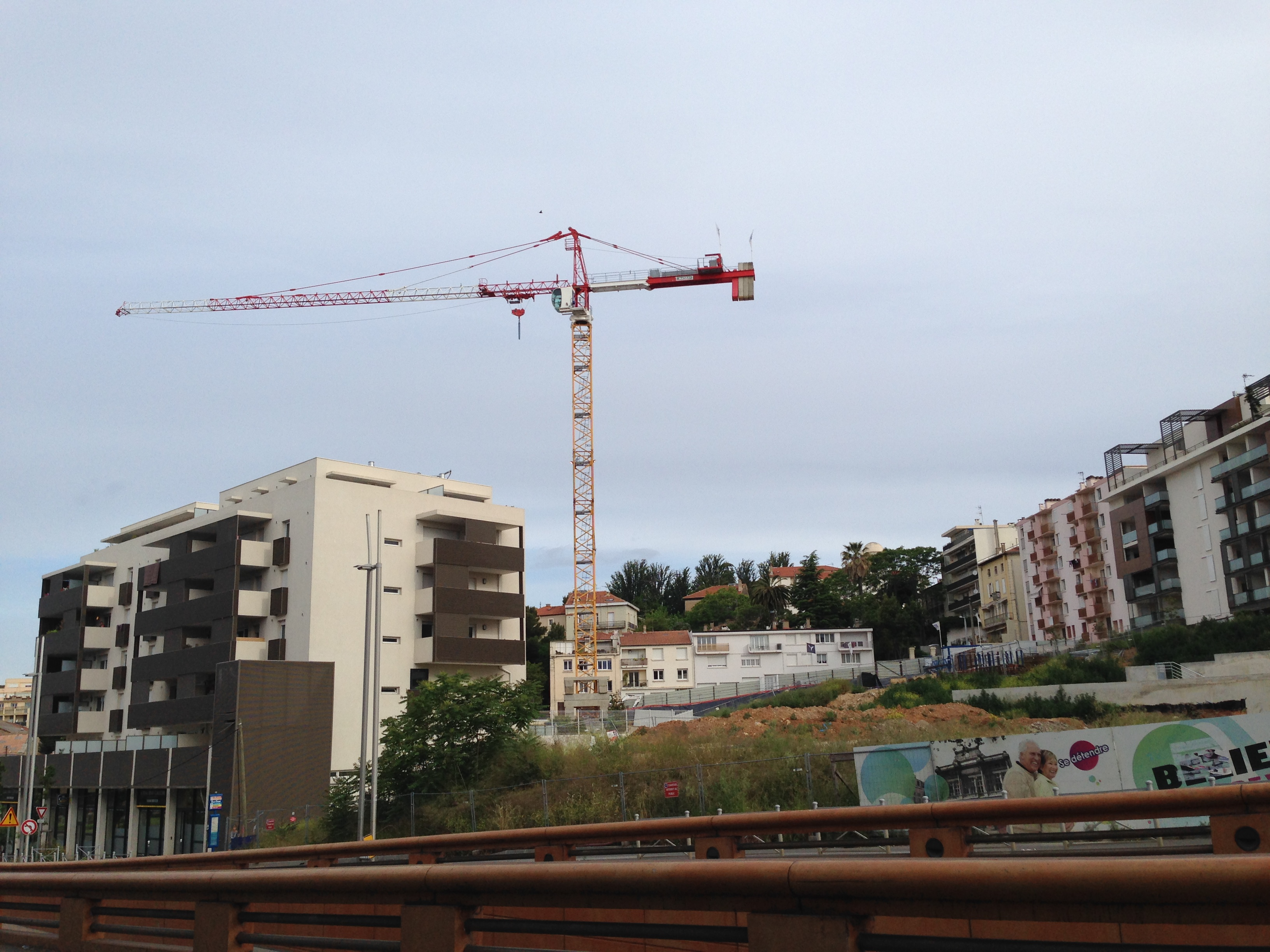
贝济耶一处建筑工地

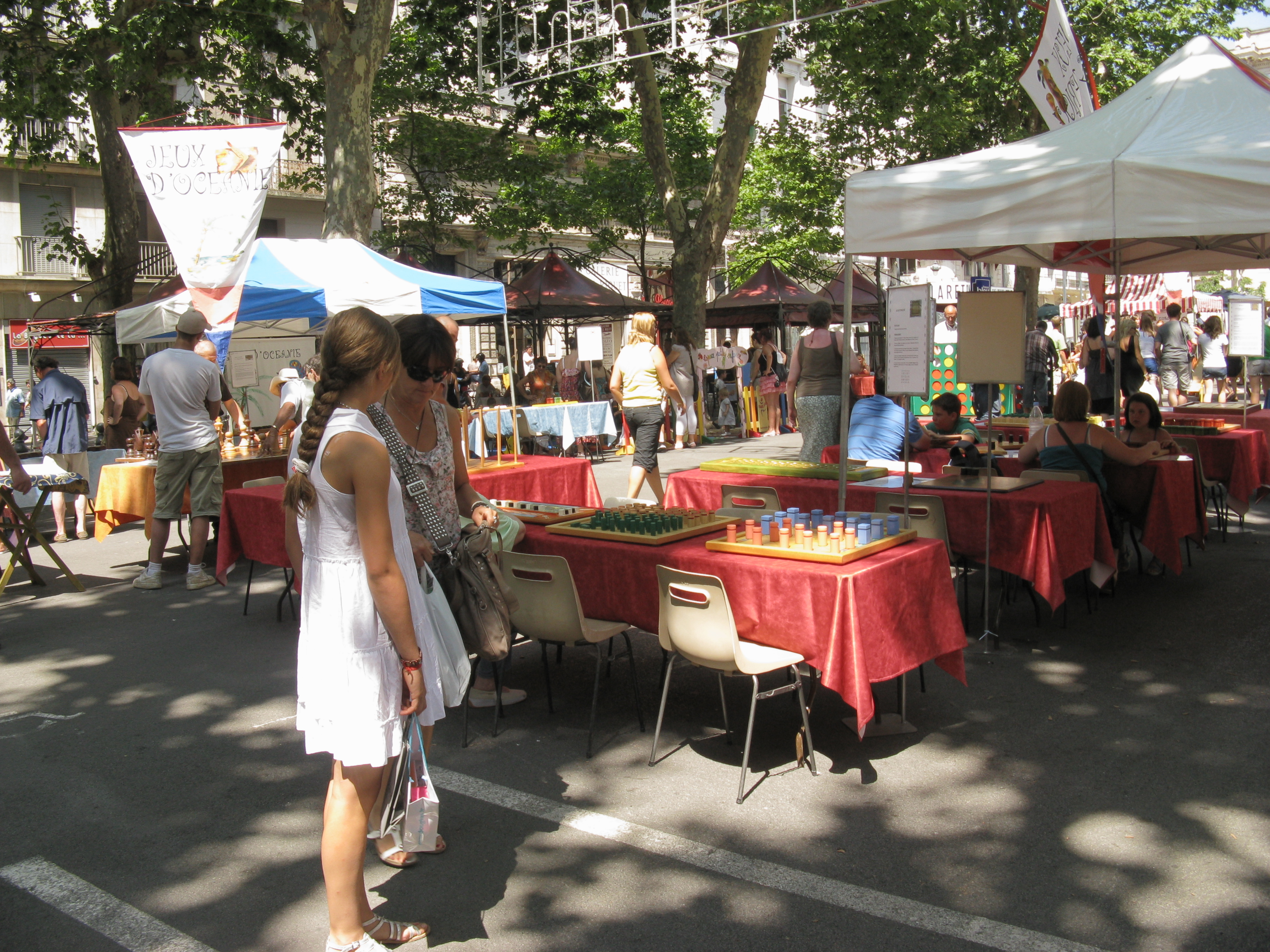
贝济耶的露天集市

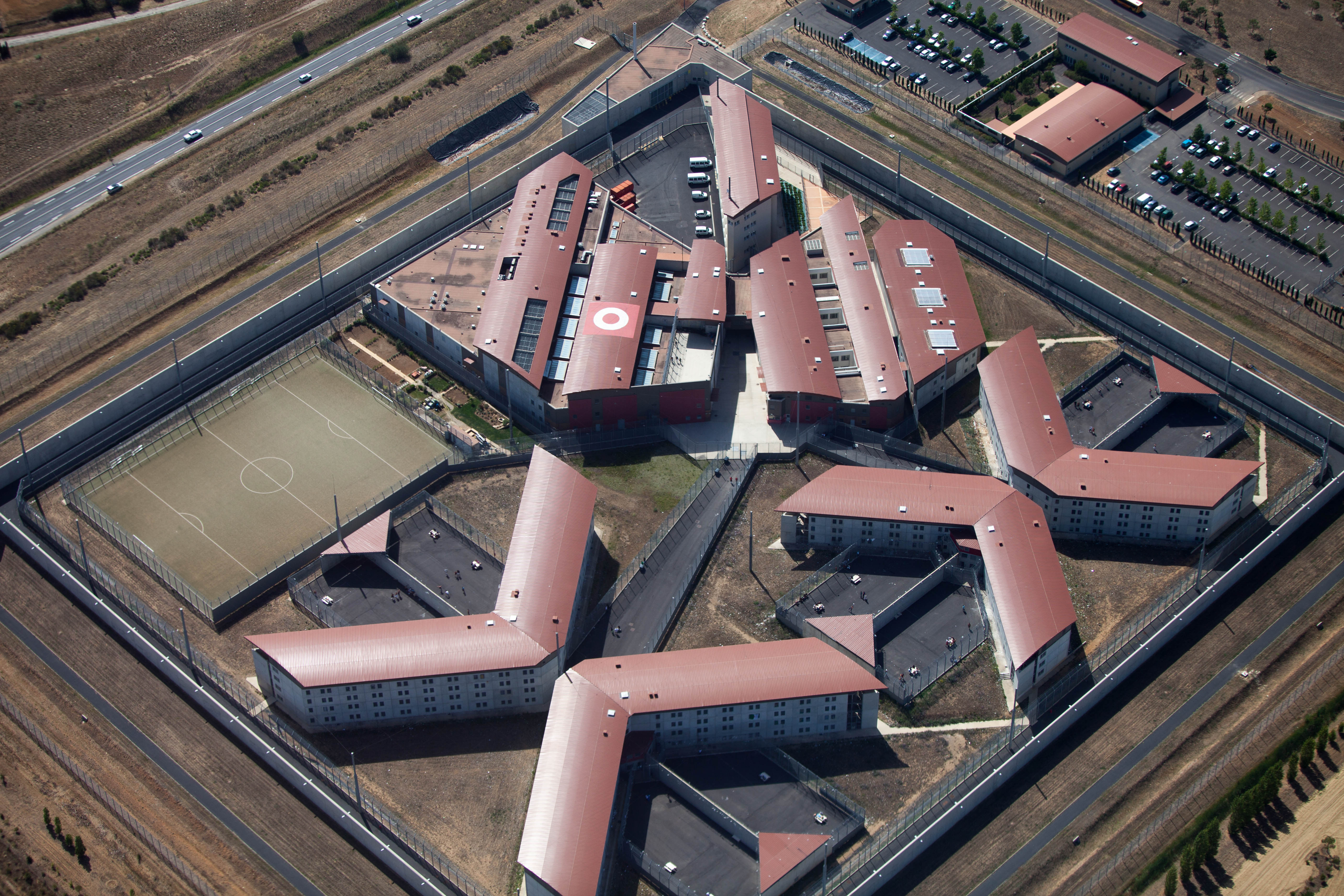
贝济耶监狱

### 教育
贝济耶属于蒙彼利埃学区。截止2018年1月1日，贝济耶境内共有18所幼儿园、28所小学、9所初级中学、3所普通高中和5所职业高中。2018至2019学年度，贝济耶境内共有在校中小学生8,072名。
在高等教育方面，蒙彼利埃大学下属的贝济耶应用技术学院位于贝济耶。

### 医疗
截止2018年1月1日，贝济耶境内共有全科医生96名、保健师123名、牙医69名、护士239名、耳科医生4名、眼科医生14名、皮肤科医生10名、助产士16名、儿科医生10名和妇科医生13名。境内共有药房39家、养老院9家、残疾人帮扶中心6家。
贝济耶中心医院（Centre Hospitalier de Béziers）是一个区域性的医疗系统，其总部位于贝济耶市区，设有床位530个，是当地规模最大的公立综合性医院。

### 住房
2016年，贝济耶境内共有各类住房44,937套，其中78.9%为常住房屋。集中式居民区主要分布在市区东北部的利朗热街区（L'Iranget）和东南部的拉德韦兹街区（La Devèze）。

### 商业
2017年，贝济耶境内共有各类商铺6,750家，其中餐饮服务类2,846家。市区东南部建有大型开放式商业街区。

### 体育
2018年，贝济耶境内共有1家游泳池、9间健身房、3座综合体育场、29处网球场、2处马术场、11处足球或橄榄球场、5处篮球或排球场以及1处高尔夫球场。
贝济耶因橄榄球而闻名，贝济耶体育联盟是当地的职业橄榄球队，成立于1911年，曾获得过11次法国橄榄球甲级联赛的冠军，2020至2021赛季参加法国橄榄球乙级联赛，其主场鲁尔-巴里耶尔球场可同时容纳超过1.8万名观众，是当地规模最大的体育设施。
贝济耶未来体育俱乐部是当地的一支足球队，成立于2007年，曾于2018至2019赛季参加法国足球乙级联赛，2020至2021赛季参加法國全國乙組聯賽（法丁）。

### 环境
贝济耶的环境事务由其所属的公共社区负责。2017年，贝济耶境内共有1家污染企业。

### 治安
贝济耶有一处宪兵队和一处监狱。
2014年，贝济耶及附近地区共发生各类案件6,436起，其中盗窃类案件3,928起，经济类案件515起，毒品交易类案件522起。

## 文化

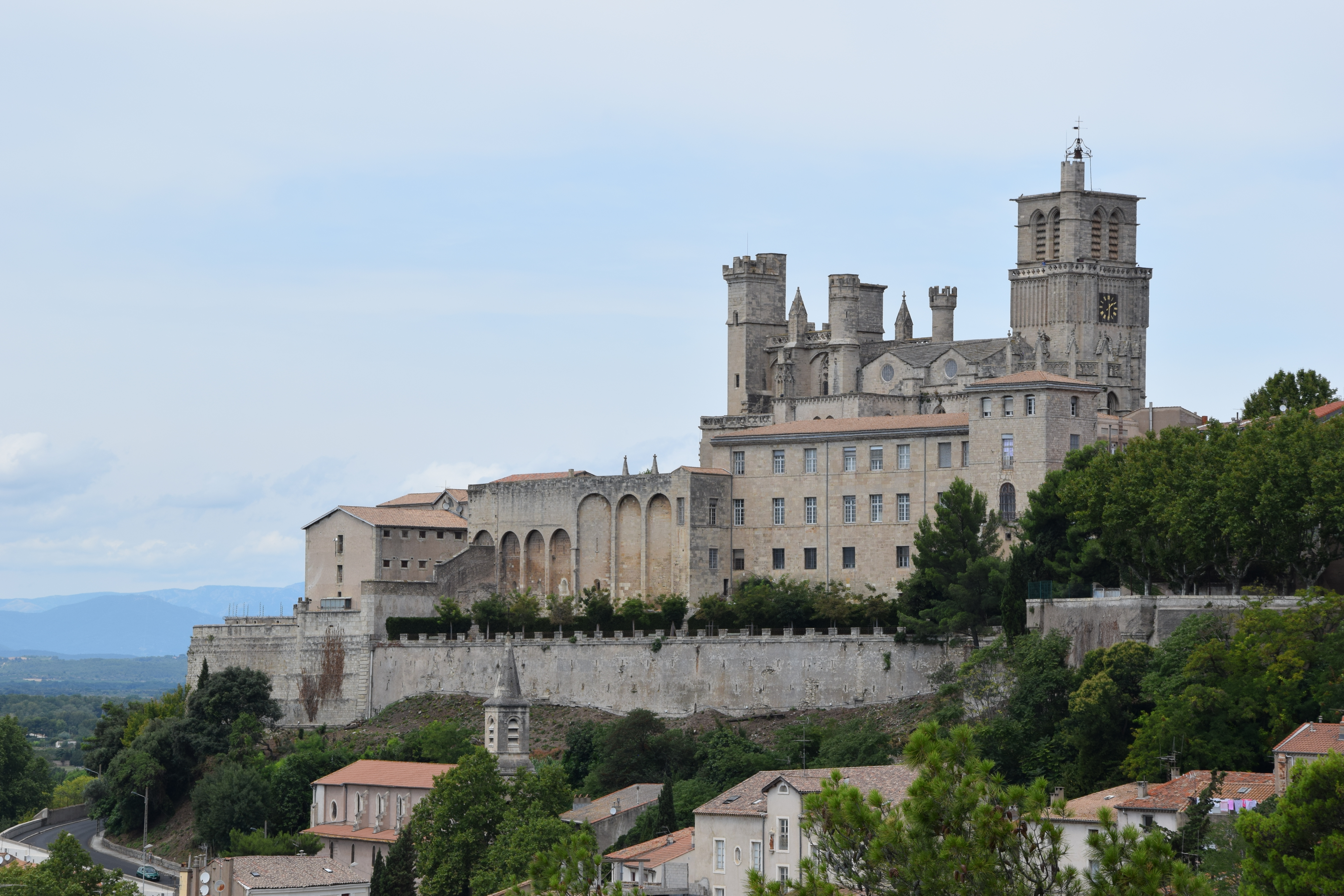
贝济耶圣纳泽尔大教堂

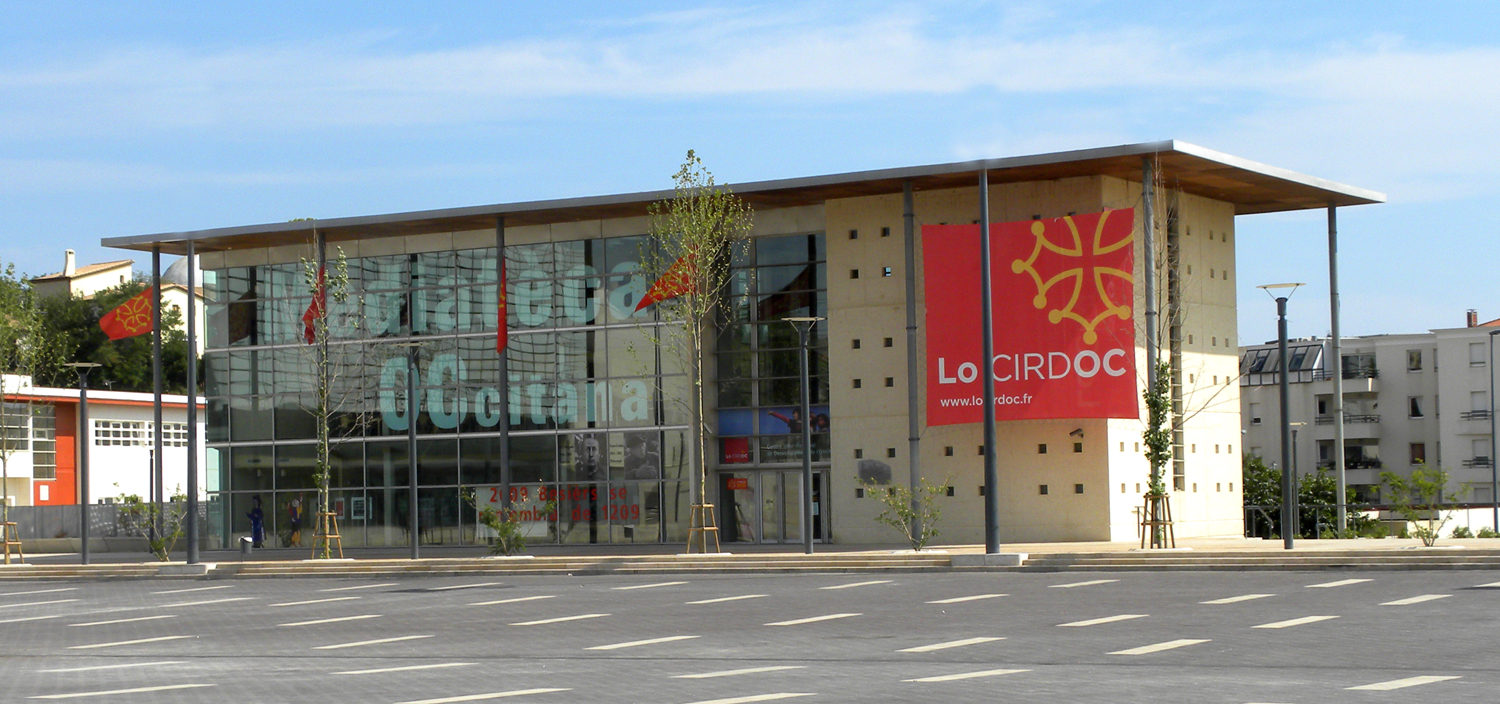
奥克语国际研究中心

2018年，贝济耶境内共有2个剧场、1个电影院、3个博物馆和1个音乐厅。贝济耶市政府提供多媒体中心，向公众全年开放。

### 建筑
贝济耶境内有多处历史遗迹，其中贝济耶圣纳泽尔大教堂是法国首批国家文物保护单位，圣雅克教堂、贝济耶旧桥、丰塞拉讷水闸等为当地的代表性建筑物。

### 旅游
贝济耶的旅游事务由其所属的公共社区负责。2020年，贝济耶境内共有20个宾馆共计566间房间，另有1个露营地，可容纳共25辆露营车。

### 媒体
法国主要的媒体均可在贝济耶接收，法国电视三台下属的奥克西塔尼大区频道在部分时段播出贝济耶所属区域的地方新闻。

### 语言
贝济耶历史上属于奥克语区，奥克语国际研究中心是一个重要的奥克语文化联盟，于2019年在贝济耶成立。

## 相关人物
法国政治家和抵抗运动先驱让·穆兰、2006年欧洲小姐冠军亚历山德拉·罗森菲尔德和法国篮球运动员托马·厄泰尔出生于贝济耶。

## 姊妹城市
截至2023年11月，贝济耶共与六座城市互为姊妹城市关系。

| - 德国 海尔布隆 - 西班牙 奇克拉纳-德拉弗龙特拉 - 俄羅斯 斯塔夫罗波尔 | - 英格兰 斯托克波特 - 叙利亚 馬盧拉 - 臺灣 台南市 |